# Sten Ahlner
Sten R. Ahlner, né le 7 décembre 1915 et mort le 31 juillet 1997, est un ancien arbitre suédois de football.

## Carrière
Il a officié dans des compétitions majeures : 
- Coupe du monde de football de 1958 (1 match)